# Tumba de Luis XII y Ana de Bretaña
La tumba de Luis XII y de Ana de Bretaña es un gran y complejo monumento funerario esculpido en mármol y plata dorada. Su diseño y construcción suele atribuirse a los hermanos Juste aunque se puede distinguir el trabajo de varias otras manos. Concebida e instalada en la Basílica de Saint-Denis, Francia, fue encargada en 1515 en memoria de Luis XII (fallecido en 1515, a los 52 años) y de su reina consorte Ana de Bretaña (fallecida en 1514, a los 36 años), probablemente por Francisco I, sucesor de Luis. Después de años de diseño y construcción intensiva, la tumba fue inaugurada en 1531.
Simboliza una ruptura con las representaciones tradicionales en este formato, y como obra temprana del Renacimiento francés parece, en su monumentalidad, influenciada por fuentes clásicas, especialmente romanas, probablemente tomadas de Andrea Sansovino y escultores florentinos contemporáneos.
En 1906 fue objeto de una clasificación como objeto monumento histórico de Francia.
La historiadora de arte Barbara Hochstetler Meyer señala que la tumba retrata al difunto «con un verismo, conmoción y sensibilidad del natural raras veces igualadas en el norte de Europa durante el siglo XVI».

## Historia
Francisco I habría confiado a los hermanos de Juste la realización de un mausoleo para la basílica de Saint-Denis. Su realización duró desde 1516 hasta 1531. Habiendo muerto Antoine en 1519, la tumba es esencialmente obra de Jean Juste I, siendo posible que André, su hermano, haya trabajado en el proyecto. Juste de Juste también habría participado.
El 20 de agosto de 1516, ante el notario Leonardo Lombardelli, se firmó un contrato por el que Bartolomeo di Gio Paolo di Torano se obligaba a entregar a Antoine Juste todos los mármoles de Carrara marcados por este último. Grossino, agente del marqués de Mantua en Francia, escribe que vio cómo los maestros florentinos estaban haciendo la tumba en Amboise. En una carta fechada el 30 de enero de 1520, dirigida por Gabriello Pachaoli a Miguel Ángel, escribe que vio «la sepultura del rey difunto que se hace en Tours; hay una gran cantidad de figuras».
El último pago se hace a Jehan Juste, «tallista y escultor del Rey», por los Bâtiments du roi el 17 de mayo de 1531 «por la conducta y asiento de la sepultura del fallecido Rey», a través de una carta de Francisco I de 22 de noviembre solicitando un reembolso de un anticipo realizado a Jehan Justo sobre sus emolumentos.

## Descripción

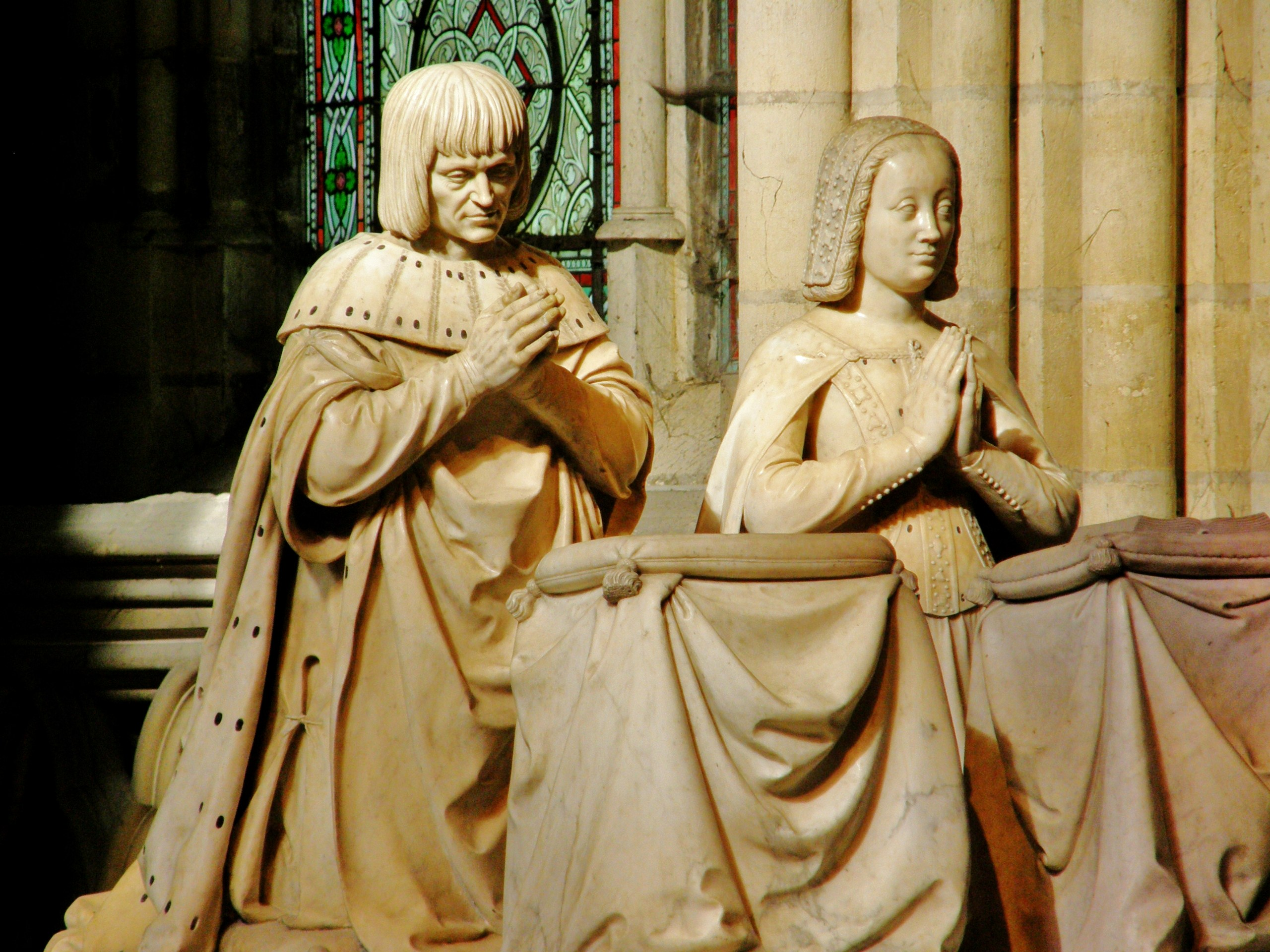
Luis XII y Ana de Bretaña orantes.

La concepción general de la tumba de Luis XII y de Ana de Bretaña puede haber sido de Jean Perréal —que había realizado la tumba del duque de Bretaña Francisco II y había dado consejos para las tumbas del monasterio de Brou—, pero más probablemente de Guido Mazzoni —llegado a Francia en 1494 y fallecido en 1518— que había hecho la tumba de Carlos VIII.
Las tumbas del Real monasterio de Brou —Filiberto  el Hermoso y Margarita de Borbón— se encuentran en dos niveles. El nivel superior retoma lo realizado durante el ceremonial de los funerales principescos durante los cuales se disponía un maniquí vestido con ropa principesca cuyo rostro era una máscara de cera moldeada sobre la del difunto. Una segunda representación aparece en el nivel inferior con un yacente, un transi en el caso del duque, ilustración del tema Memento mori, «Recuerda que morirás».
Al igual que en Brou, el mausoleo de Luis XII y de Ana de Bretaña tiene dos niveles realizados en el estilo renacentista:
- el nivel inferior, que representa a los muertos, es un lecho funerario sobre el que descansan los cuerpos yacentes de los difuntos o transis; Sus máscaras mortuorias, hechas a  partir del molde de cera del cadáver durante el embalsamamiento, son una representación notablemente realista. Luis se muestra desnudo, demacrado, con la cabeza apoyada en una almohada de piedra:[12] sus ojos están hundidos en su cráneo, su piel está tensa, su cuello está especialmente demacrado y su cabello es muy fino.[13]
- el nivel superior, que representa a los vivos, está colocado sobre un edificio con arcadas, en el que el rey y la reina están representados orando frente a un reclinatorio, arrodillados, con los rostros tranquilos y las manos unidas. Inusualmente, el rey no lleva corona. Había sufrido una enfermedad prolongada antes de su muerte, y el impacto de esto se hace evidente por su piel flácida y sus músculos decrépitos. Tampoco se rehúye su edad; tiene una nariz larga y curva, ojos pequeños y brillantes, pero hinchados, y papada.[13]

En las arcadas están representados los doce Apóstoles sentados. En las cuatro esquinas del mausoleo, a una escala mayor y también sentadas, se han esculpido las cuatro virtudes cardinales: la Prudencia, la Justicia, la Templanza y la Fortaleza. Esta última disposición ya se había utilizado para la tumba del duque Francisco II de Bretaña en la catedral de Nantes.
En la base de la tumba, están tallados bajorrelieves a la antigua, que representan las victorias del rey en Italia.
La tumba de Luis XII inauguró una nueva tradición del tema. Se representa al héroe arrodillado sobre un catafalco bajo el cual la figura yacente aparece como un cadáver demacrado y desnudo transformado por la muerte. Desarrolló la iconografía de las tumbas del siglo XV en Francia, cuyo ejemplo más famoso de ese estilo es la tumba de Felipe el Atrevido, obra de Claus Sluter entre 1405 y 1410 en la cartuja de Champmol (en Dijon).
Las diferencias de estilo entre las diferentes partes esculpidas de la tumba han dado lugar a discusiones sobre si fue obra de un solo escultor o de varios y de cuáles. De hecho, existen diferencias de estilo entre las figuras yacentes, muy realistas, y las representaciones del rey y la reina orantes, y asimismo entre los apóstoles y las virtudes cardinales. Parece que se debe atribuir a Jean Juste las estatuas de Luis XII y de Ana de Bretaña arrodillados, así como las figuras yacentes. Los bajorrelieves de la base serían de la mano de Antoine Juste, y las virtudes cardinales de Juste de Juste.

Monumento funerario de Luis XII y Ana de Bretaña, basílica de Saint-Denis
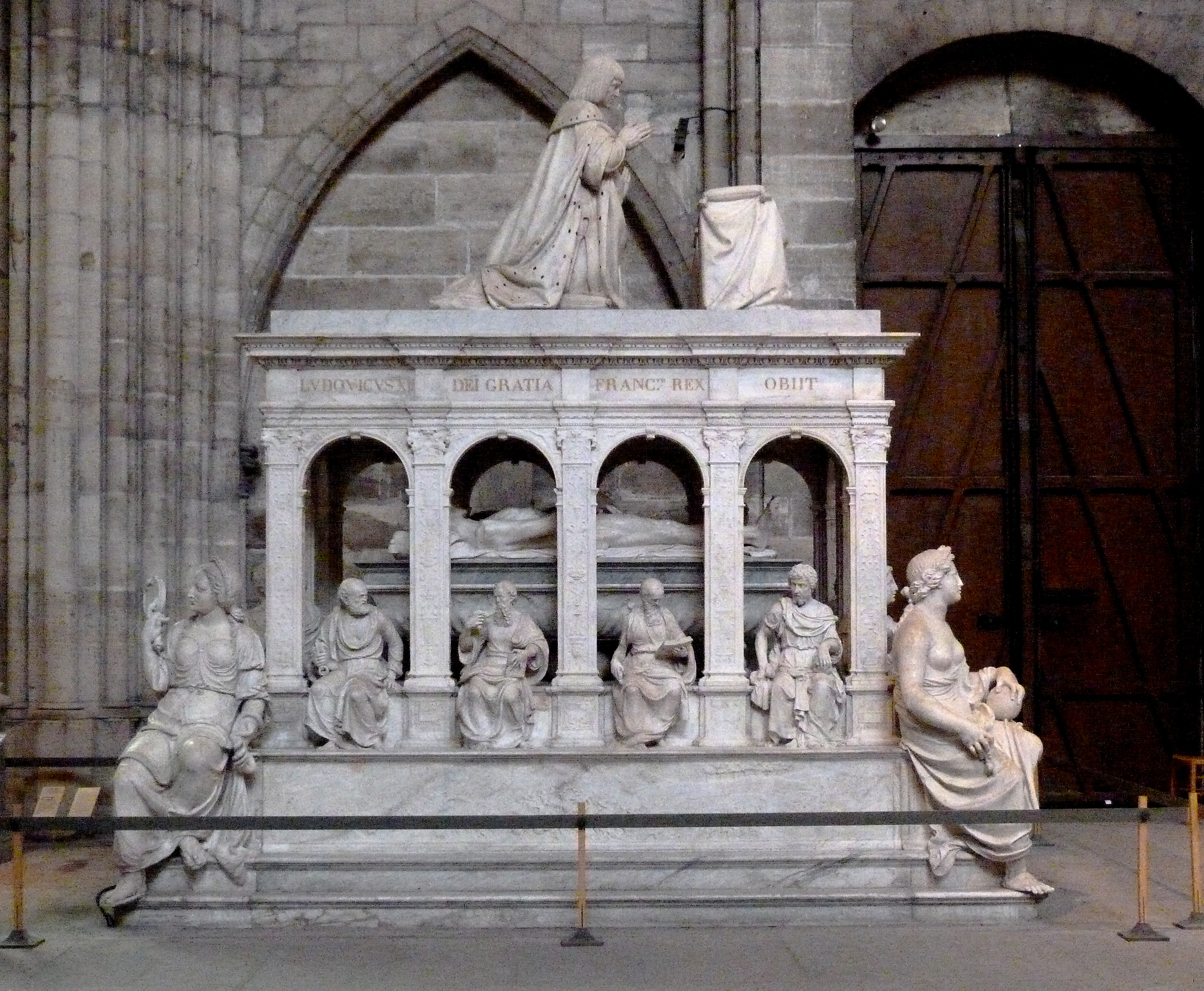
Vista del conjunto
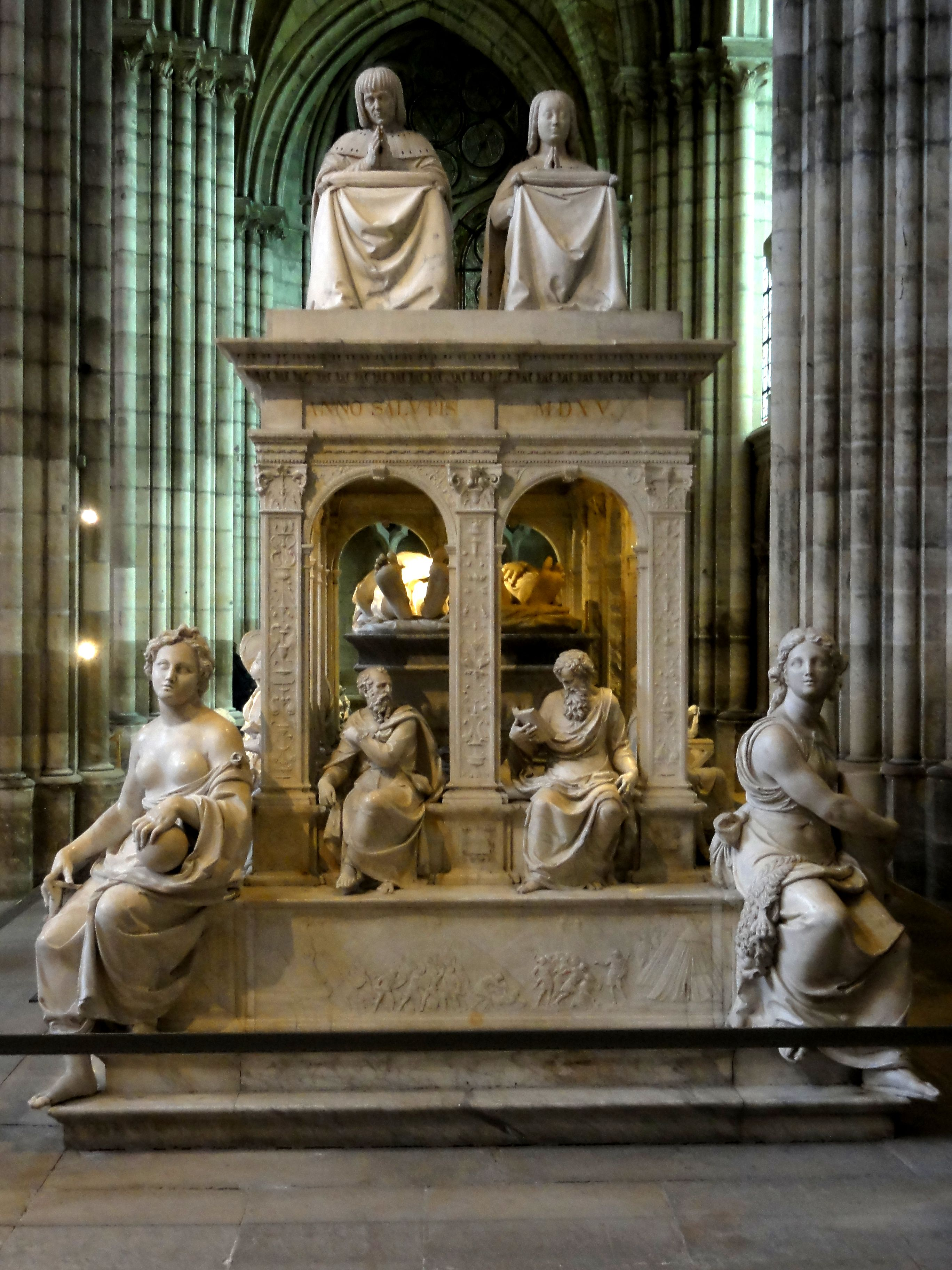
Vista del conjunto
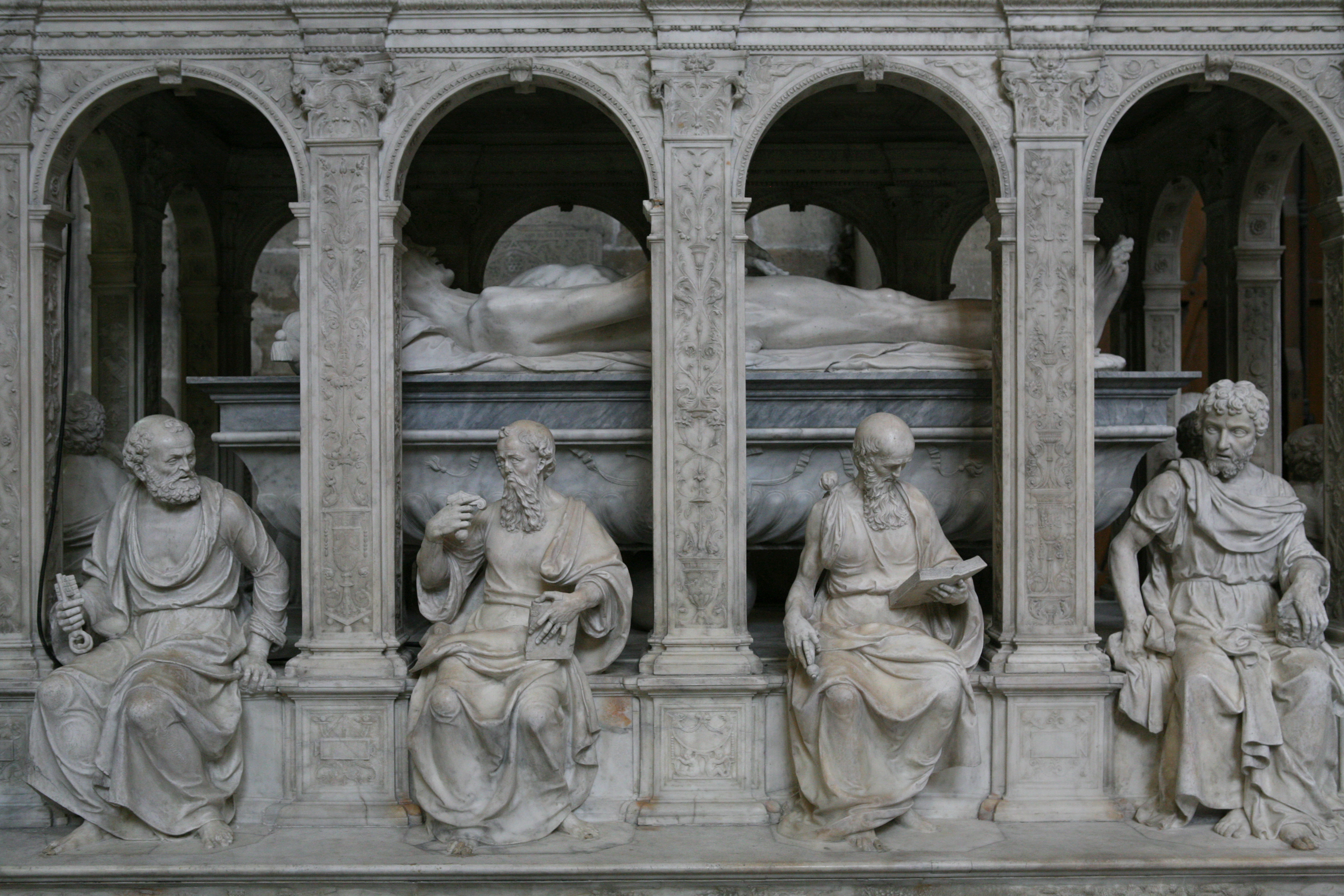
Los apóstoles
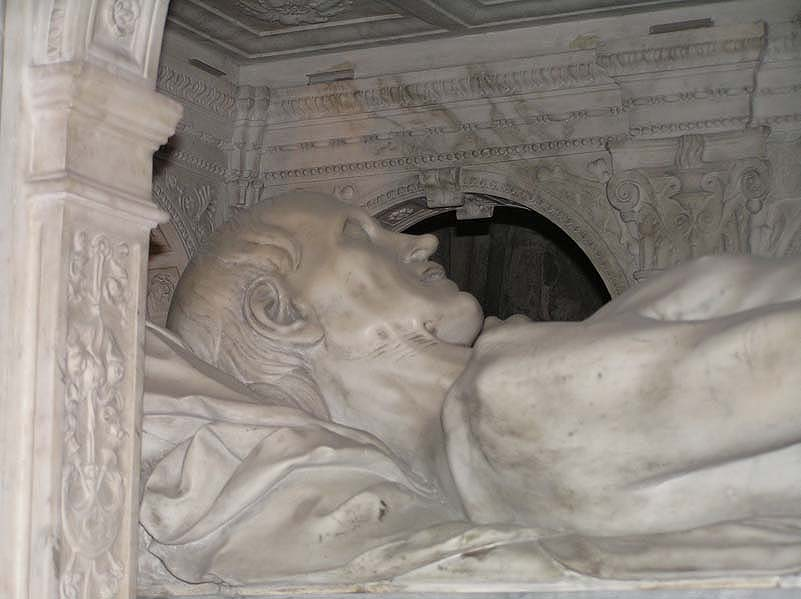
Estatua yacente de Luis XII, detalle
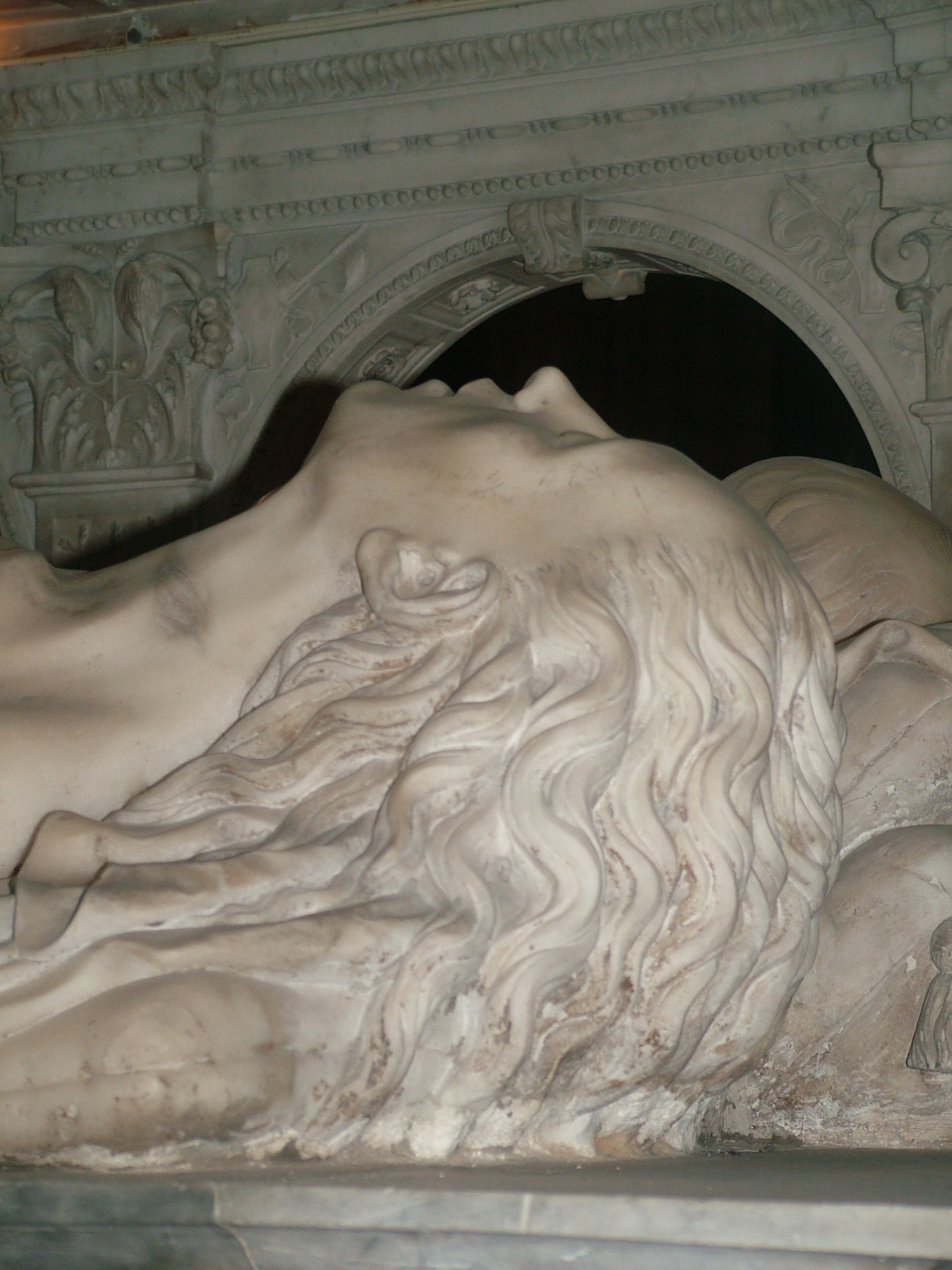
Estatua yacente de Ana de Bretaña, detalle

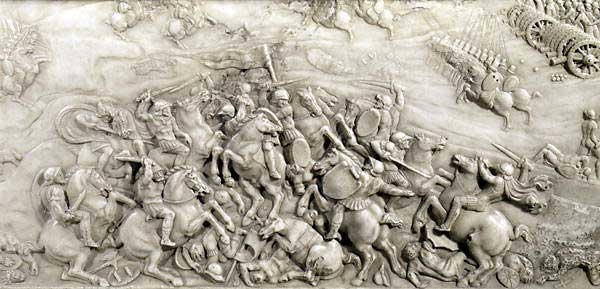
basamento: batalla de Agnadel, detalle
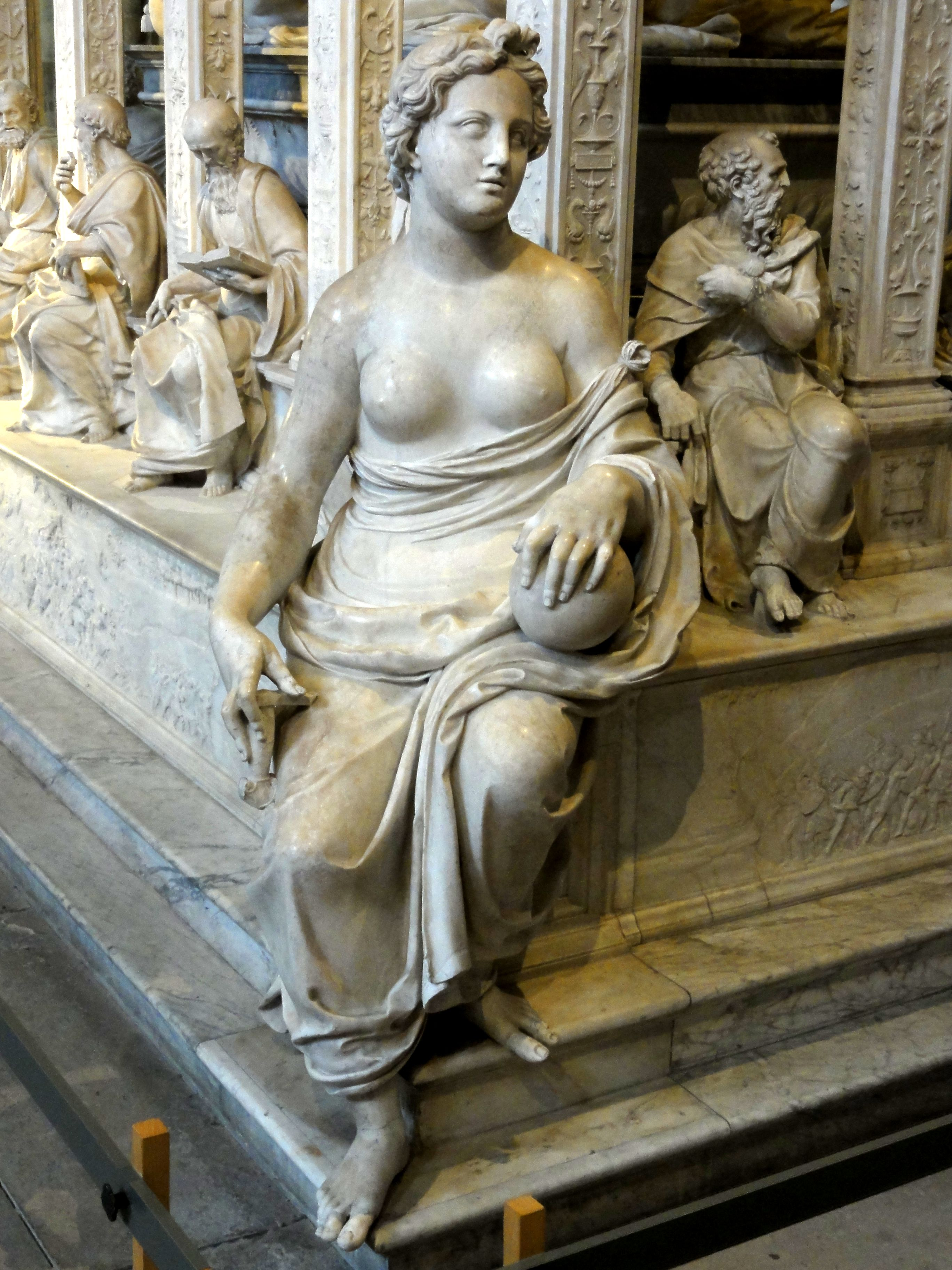
La Justicia
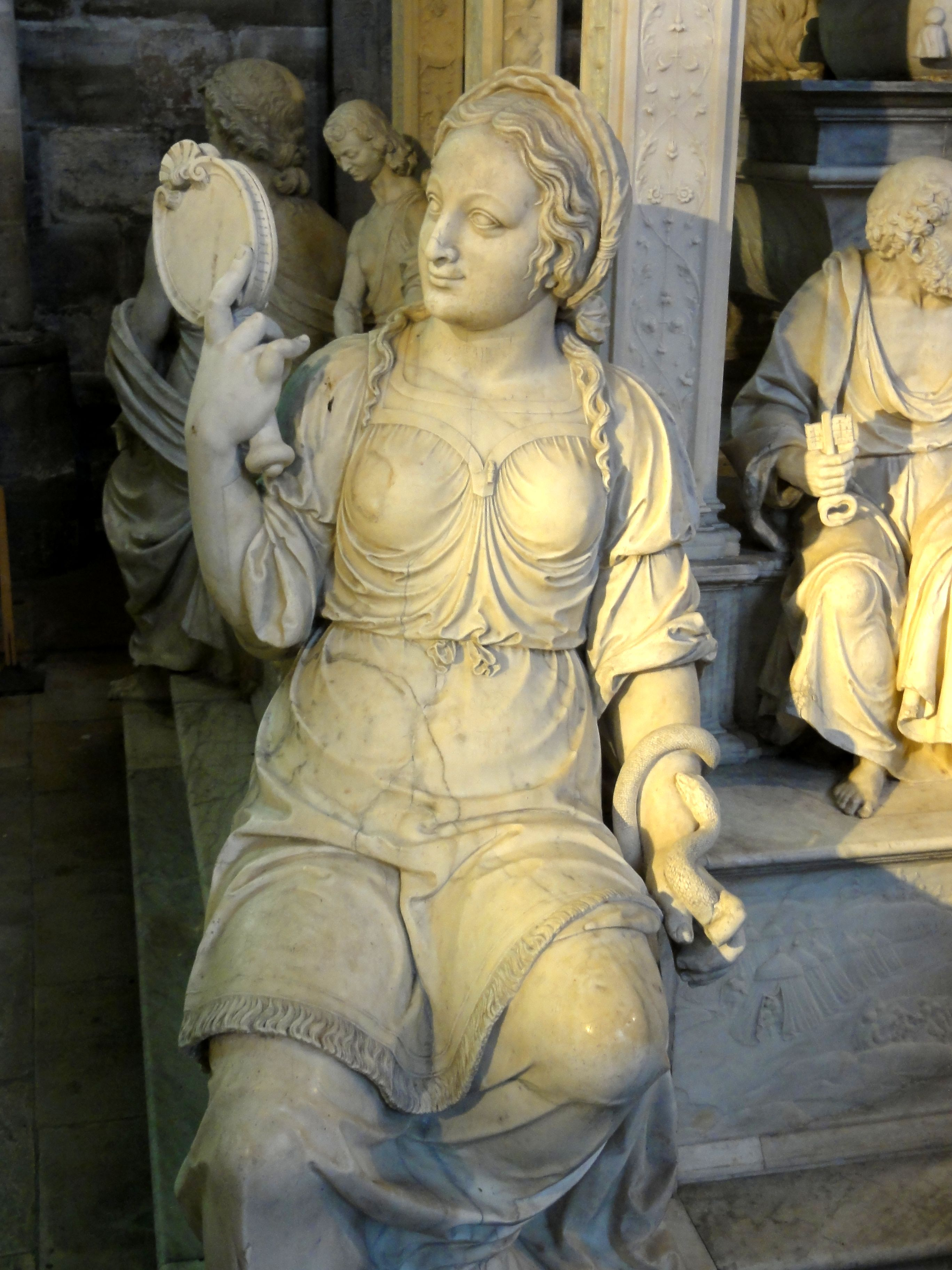
La Prudencia, detalle
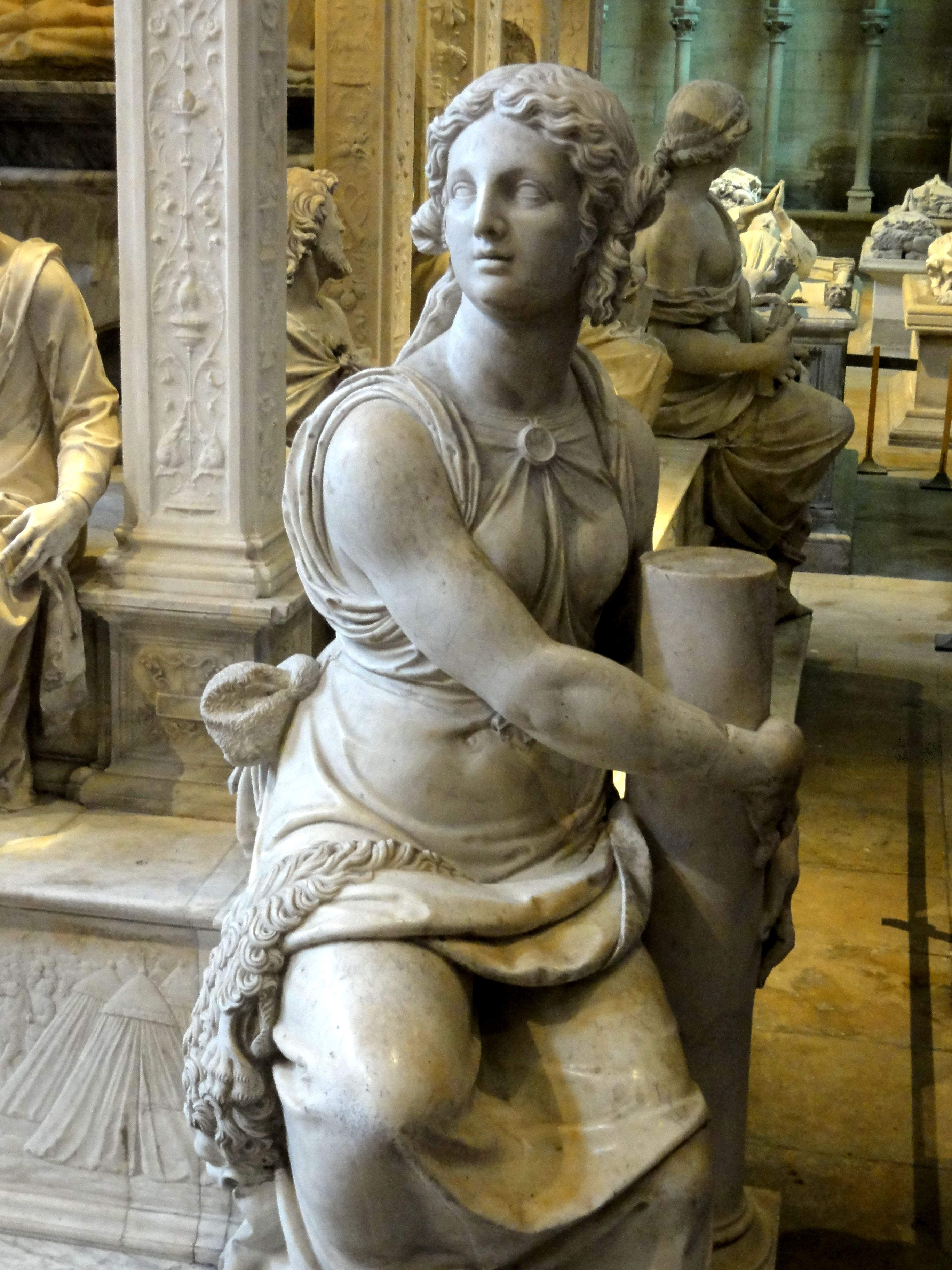
La Fortaleza

## Galería de imágenes

Antecedentes del monumento funerario de Luis XII y Ana de Bretaña
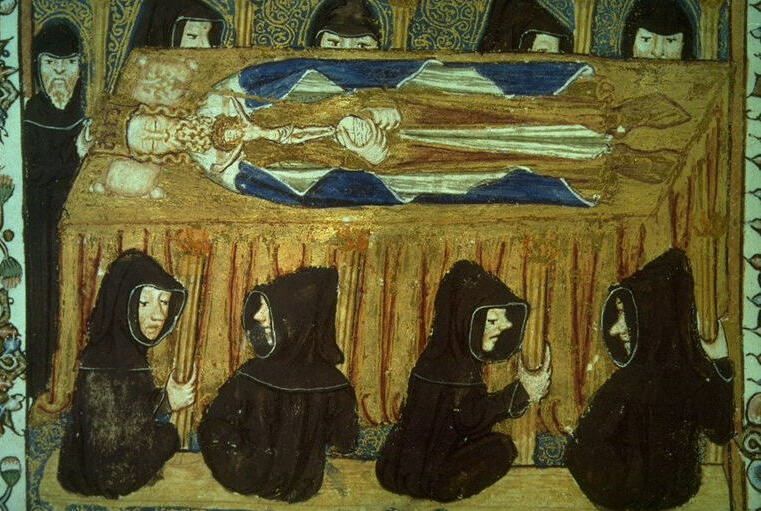
El cuerpo de Felipe IV expuesto tras su muerte en un lecho de desfile
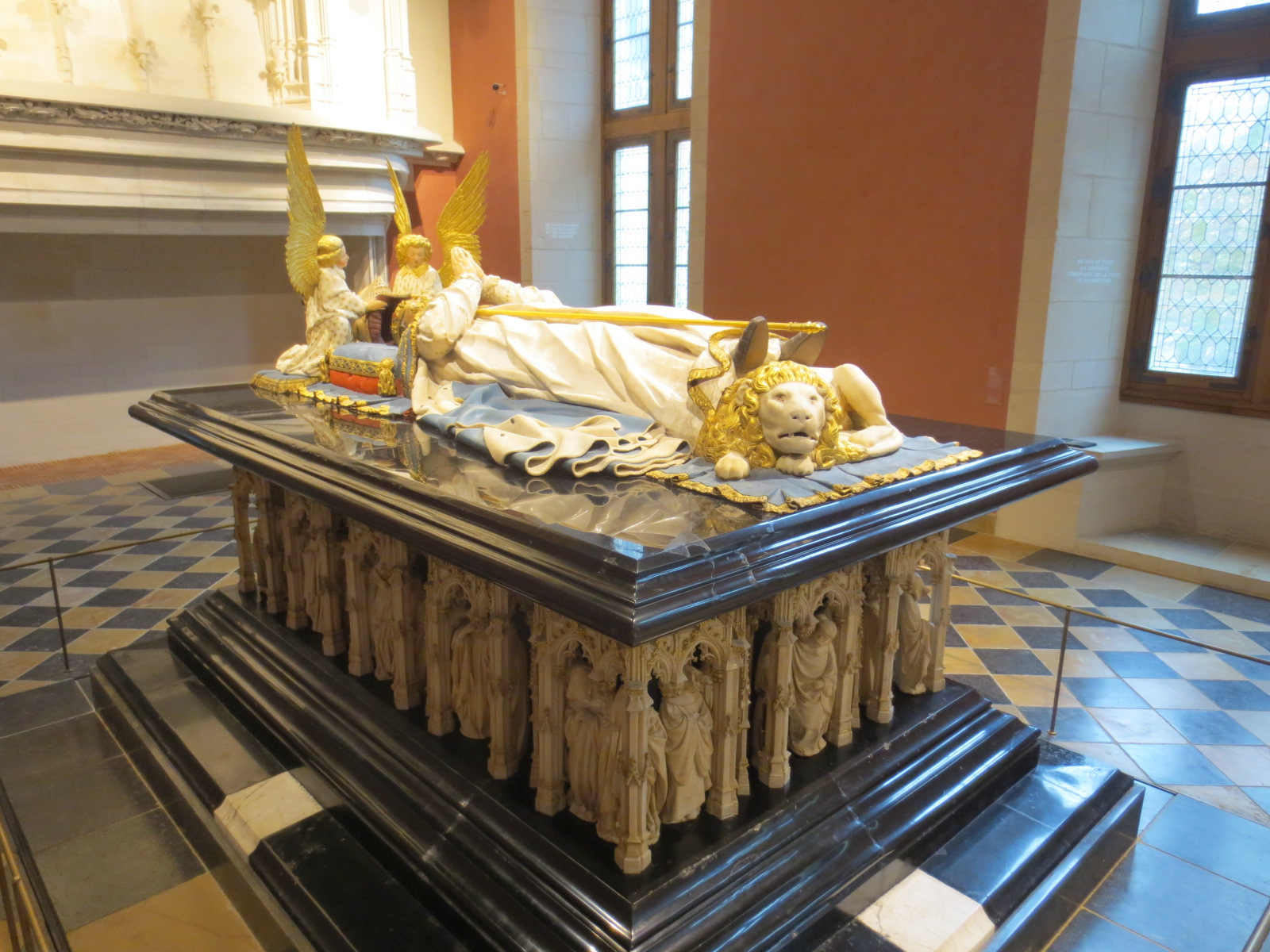
Tumba del duque de Borgoña Felipe el Atrevido, obra de Claus Sluter entre 1405 y 1410 (Museo de Bellas Artes de Dijon)
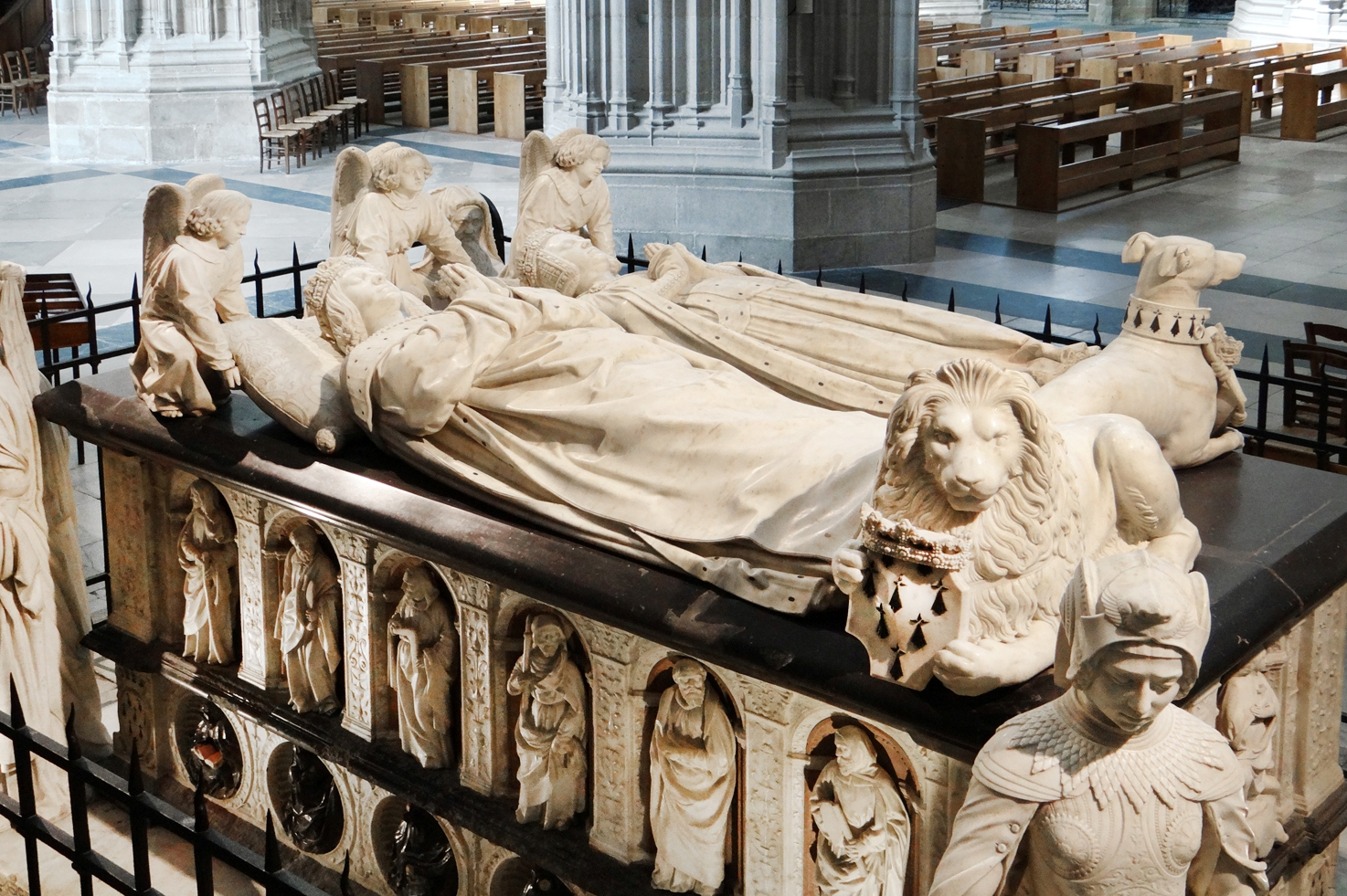
Tumba de Francisco II de Bretaña (catedral de Nantes)
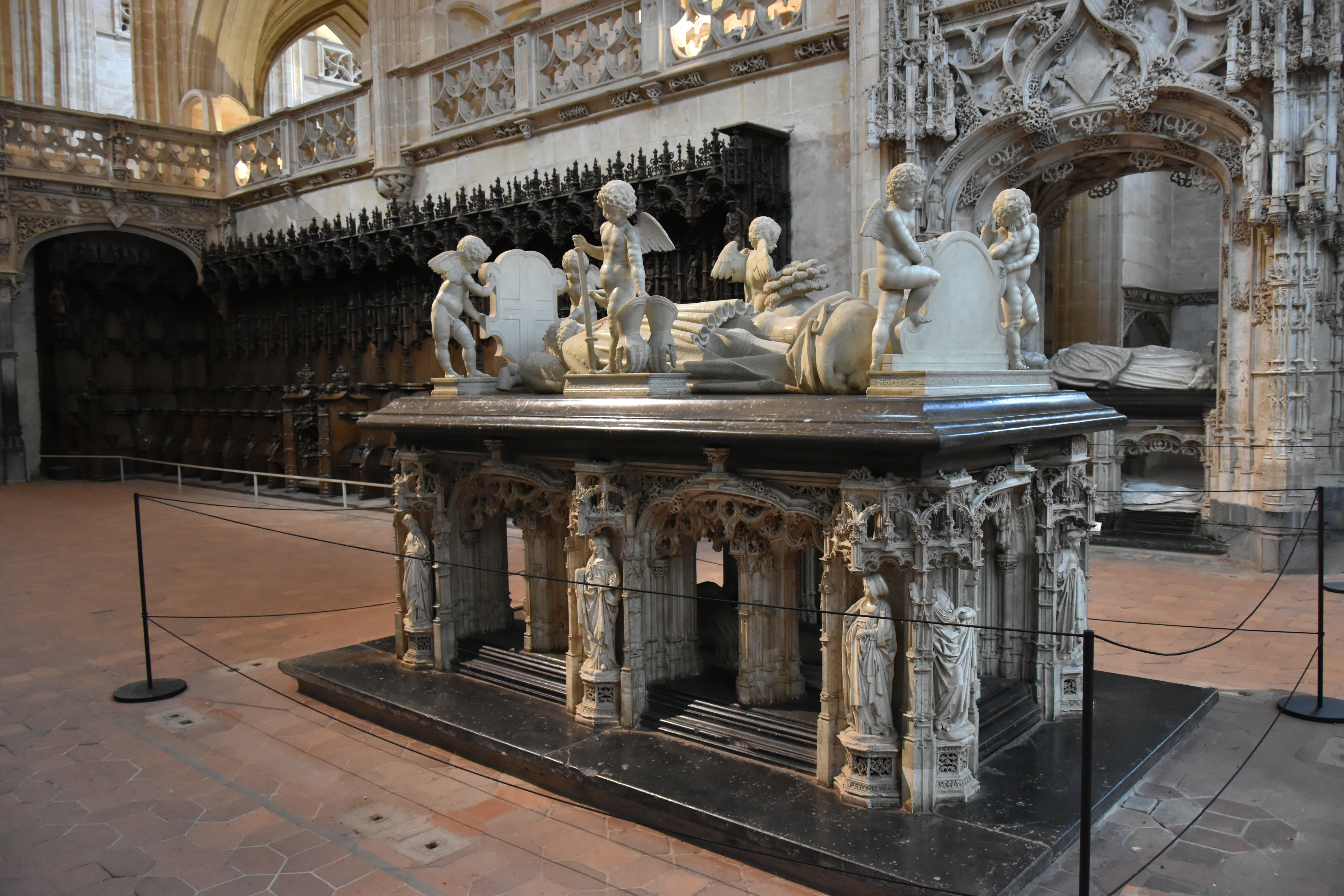
Tumba del duque de Saboya Filiberto el Hermoso (Real monasterio de Brou)
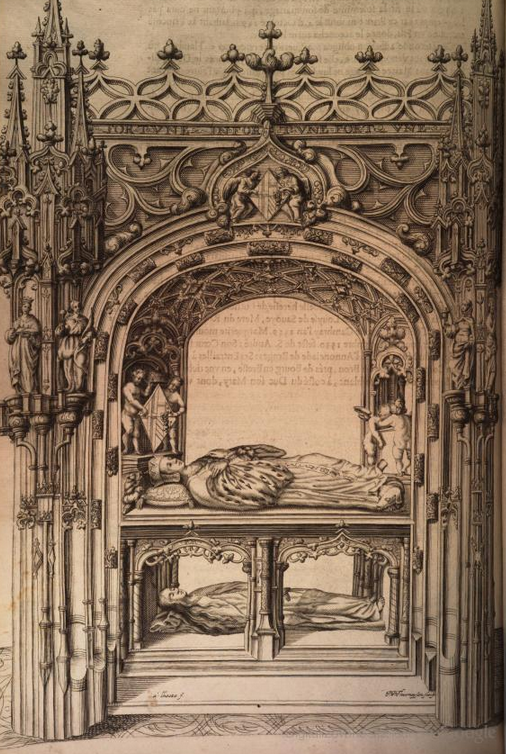
Dibujo de la tumba de Margarita de Austria